# Челе ди Булгерија
Челе ди Булгерија је насеље у Италији у округу Салерно, региону Кампанија.
Према процени из 2011. у насељу је живело 1105 становника. Насеље се налази на надморској висини од 228 м.

## Становништво
Према резултатима пописа становништва 2011. у општини је живело 1.968 становника.
| 1951. | 1961. | 1971. | 1981. | 1991. | 2001. | 2011. |
| ----- | ----- | ----- | ----- | ----- | ----- | ----- |
| 2.105 | 2.278 | 2.094 | 2.187 | 2.240 | 2.061 | 1.968 |